# Thúc cúc
Thúc cúc (chữ Hán: 蹴鞠, bính âm: cùjú, âm Hán Việt: xúc cúc, các tên gọi khác: tháp cúc, đạp cúc) là một trò chơi bóng đá cổ đại Trung Quốc. Trò chơi này cũng được chơi ở Nhật Bản, Triều Tiên và Việt Nam. Đây là trò chơi mang tính cạnh tranh, mục đích là đá quả bóng vào lưới mà không được phép dùng tay. Trò chơi này được ghi nhận sớm nhất ở nước Tề thời Chiến Quốc và trở thành tổ tiên của môn bóng đá vào thời nhà Hán điều đã được Liên đoàn bóng đá thế giới (FIFA) chính thức công nhận cuju là phiên bản lâu đời nhất của môn bóng đá ngày nay vào năm 2004 do có chứng cứ lịch sử về việc lần đầu tiên thúc cúc được chính thức coi là môn thể thao chuyên nghiệp phổ biến trong quân đội Trung Quốc thời đấy.

## Kiểu chơi
Trong lịch sử, có hai phong cách chính của thúc cúc: trúc cầu (筑球) và bạch tá (白打).
Trúc cầu thường được biểu diễn tại các bữa tiệc của triều đình kỷ niệm sinh nhật của hoàng đế hoặc trong các sự kiện ngoại giao. Một trận đấu thúc cúc cạnh tranh loại này thường bao gồm hai đội với 12-16 cầu thủ ở mỗi bên.
Bạch tá trở nên thống trị trong triều đại nhà Tống, một phong cách coi trọng việc phát triển các kỹ năng cá nhân. Ghi bàn trở nên lỗi thời khi sử dụng phương pháp này với sân chơi được bao bọc bằng sợi chỉ và người chơi thay phiên nhau đá bóng trong những giới hạn đặt ra này. Số lần phạm lỗi của các cầu thủ đã quyết định người chiến thắng. Ví dụ, nếu quả bóng không được chuyền đủ xa để tiếp cận các thành viên khác trong đội, điểm đã bị trừ. Nếu quả bóng được đá quá xa, một khoản khấu trừ lớn từ điểm số sẽ dẫn đến. Đá bóng quá thấp hoặc quay sai thời điểm đều dẫn đến ít điểm hơn. Người chơi có thể chạm vào quả bóng của những người chơi khác với bất kỳ phần nào của cơ thể ngoại trừ bàn tay của họ, trong khi số lượng người chơi dao động từ hai đến mười. Cuối cùng, người chơi có số điểm cao nhất đã giành chiến thắng.

## Câu lạc bộ thúc cúc
Theo Đông Kinh mệnh hoa lục (giản thể: 东京梦华录; phồn thể: 東京夢華錄; bính âm: Dōngjīng Mèng Huà Lù); vào thế kỷ thứ 10, một giải đấu thúc cúc, Tề Vân Xã (齊雲社) được phát triển ở các thành phố lớn của Trung Quốc. Các thành viên địa phương hoặc là những người yêu môn thúc cúc hoặc biểu diễn chuyên nghiệp. Các cầu thủ không chuyên phải chính thức bổ nhiệm một chuyên gia làm giáo viên của họ và trả một khoản phí trước khi trở thành thành viên.  Quá trình này đảm bảo thu nhập cho các chuyên gia, không giống như thúc cúc của triều đại nhà Đường. Tề Vân Cô đã tổ chức giải vô địch quốc gia hàng năm được gọi là Sơn Nhạc Chính Trại (山岳正賽).

## Trong văn hóa đại chúng
- Bộ phim A Thuật tiên tri của TVB Hồng Kông có ít nhất một tập dựa trên cuộc thi thúc cúc. Khái niệm Bagua cũng được sử dụng để chọc tức đội đối phương. Tuy nhiên, nó tuân theo nhiều quy tắc bóng đá hiện đại hơn là các quy tắc cổ xưa của trò chơi.
- Bộ phim sử thi Đại chiến Xích Bích của Ngô Vũ Sâm có một cuộc thi thúc cúcvới Tào Tháo và những người khác quan sát từ bên lề.
- Bộ phim The Long Ballad có một cuộc cạnh tranh thúc cúc giữa triều đại nhà Đường và Khaganate Đông Thổ Nhĩ Kỳ.
- Bộ phim truyền hình Hàn Quốc Moon Embracing the Sun có một cuộc thi chugguk.
- Một bộ phim truyền hình Hàn Quốc khác Dream of the Emperor có một cuộc thi chugguk giữa Hwarang và các thanh tra hoàng gia trong khi Công chúa Deokman (sau này là Nữ hoàng Seondeok) đang xem và một cảnh khác mà Kim Chunchu đang chơi với cháu trai của mình.

## Sự hồi sinh thúc cúc
Thành phố Lâm Truy đã tổ chức một trò chơi thúc cúc cho người nước ngoài và người dân địa phương trong trang phục thời kỳ. Cầu thủ người Brazil Kaká đã chơi thúc cúc trong chuyến lưu diễn của mình khi đến thăm Trung Quốc.

## Lịch sử
Trong thời Chiến Quốc, Cuju là môn thể thao giải trí thịnh hành. Lần đầu tiên đề cập đến Cuju trong một văn bản lịch sử là trong thời chiến Quốc  Zhan Guo Ce It is also described in Sima Qian's Records of the Grand Historian (under the Biography of Su Qin), written during the Han Dynasty. A competitive form of cuju was used as fitness training for military cavaliers, while other forms were played for entertainment in wealthy cities like Linzi.,trong phần mô tả tình trạng của Qi. Nó cũng được mô tả trong Hồ sơ của Tư Mã Thiên về Đại sử gia (dưới Tiểu sử của Tô Tần) được viết dưới triều đại nhà Hán. Một hình thức cạnh tranh của cuju đã được sử dụng làm đào tạo thể dục cho các cavaliers quân sự, trong khi các hình thức khác được chơi để giải trí ở các thành phố giàu có như Linzi.
Trong triều đại nhà Hán (206 TCN – 220 sau Công nguyên), sự phổ biến của cuju lan rộng từ quân đội đến các triều đình và tầng lớp thượng lưu.  Người ta nói rằng hoàng đế Nhà Hán Wu Di rất thích môn thể thao này. Đồng thời, các trò chơi cuju đã được tiêu chuẩn hóa và các quy tắc được thiết lập. Các trận đấu cuju thường được tổ chức bên trong cung điện hoàng gia. Một loại tòa án được gọi là juchang (鞠場) được xây dựng đặc biệt cho các trận đấu cuju, trong đó có sáu cột mục tiêu hình lưỡi liềm ở mỗi đầu.
Môn thể thao này đã được cải thiện trong triều đại nhà Đường (618-907).  Trước hết, quả bóng nhồi lông vũ đã được thay thế bằng một quả bóng chứa đầy không khí với thân tàu hai lớp. Ngoài ra, hai loại bài đăng mục tiêu khác nhau xuất hiện: Một được tạo ra bằng cách thiết lập các bài đăng với lưới giữa chúng và loại còn lại chỉ bao gồm một cột mục tiêu ở giữa sân. Thủ đô Trường An của nhà Đường chứa đầy những cánh đồng cuju, trong sân sau của các biệt thự lớn, và một số thậm chí còn được thành lập trong khuôn viên của các cung điện. Những người lính thuộc quân đội hoàng gia và Gold Bird Guard thường thành lập các đội cuju vì sự vui mừng của hoàng đế và triều đình của ông. Trình độ của các đội cuju nữ cũng được cải thiện. Cuju thậm chí còn trở nên nổi tiếng trong số các học giả và trí thức, và nếu một cận thần thiếu kỹ năng trong trò chơi, anh ta có thể tha thứ cho mình bằng cách đóng vai trò là người ghi bàn.
Cuju phát triển mạnh mẽ trong triều đại nhà Tống (960-1279) do sự phát triển kinh tế và xã hội, mở rộng sự phổ biến của nó đến mọi tầng lớp trong xã hội. Vào thời điểm đó, các cầu thủ cuju chuyên nghiệp rất phổ biến, và môn thể thao này bắt đầu có lợi thế thương mại. Người chơi cuju chuyên nghiệp rơi vào hai nhóm: Một được đào tạo và biểu diễn cho triều đình (gương đồng được khai quật và chậu bàn chải từ bài hát thường mô tả các buổi biểu diễn chuyên nghiệp) và nhóm còn lại bao gồm dân thường kiếm sống như những người chơi cuju. Trong thời gian này, chỉ có một cột mục tiêu được thiết lập ở trung tâm của lĩnh vực này.
Nó ảnh hưởng đến sự phát triển ở Nhật Bản của kemari (蹴鞠), vẫn còn được chơi cho đến ngày nay vào những dịp đặc biệt. Chữ viết kanji 蹴鞠 cũng giống như đối với cuju.
Cuju bắt đầu suy tàn trong triều đại nhà Minh (1368-1644) do bị bỏ bê, và môn thể thao 2.000 năm tuổi dần biến mất.

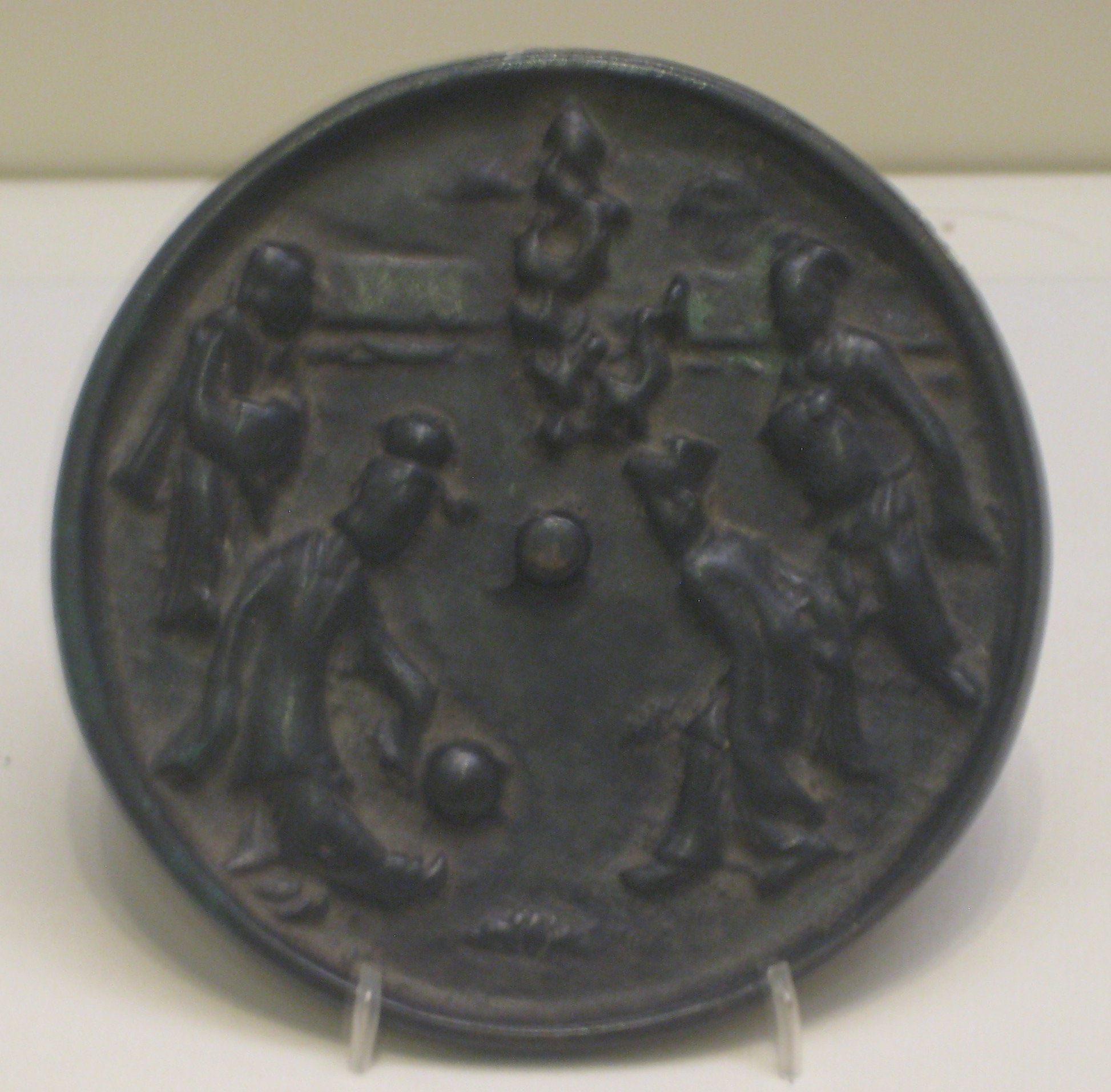
Bronze mirror dating to the Song Dynasty
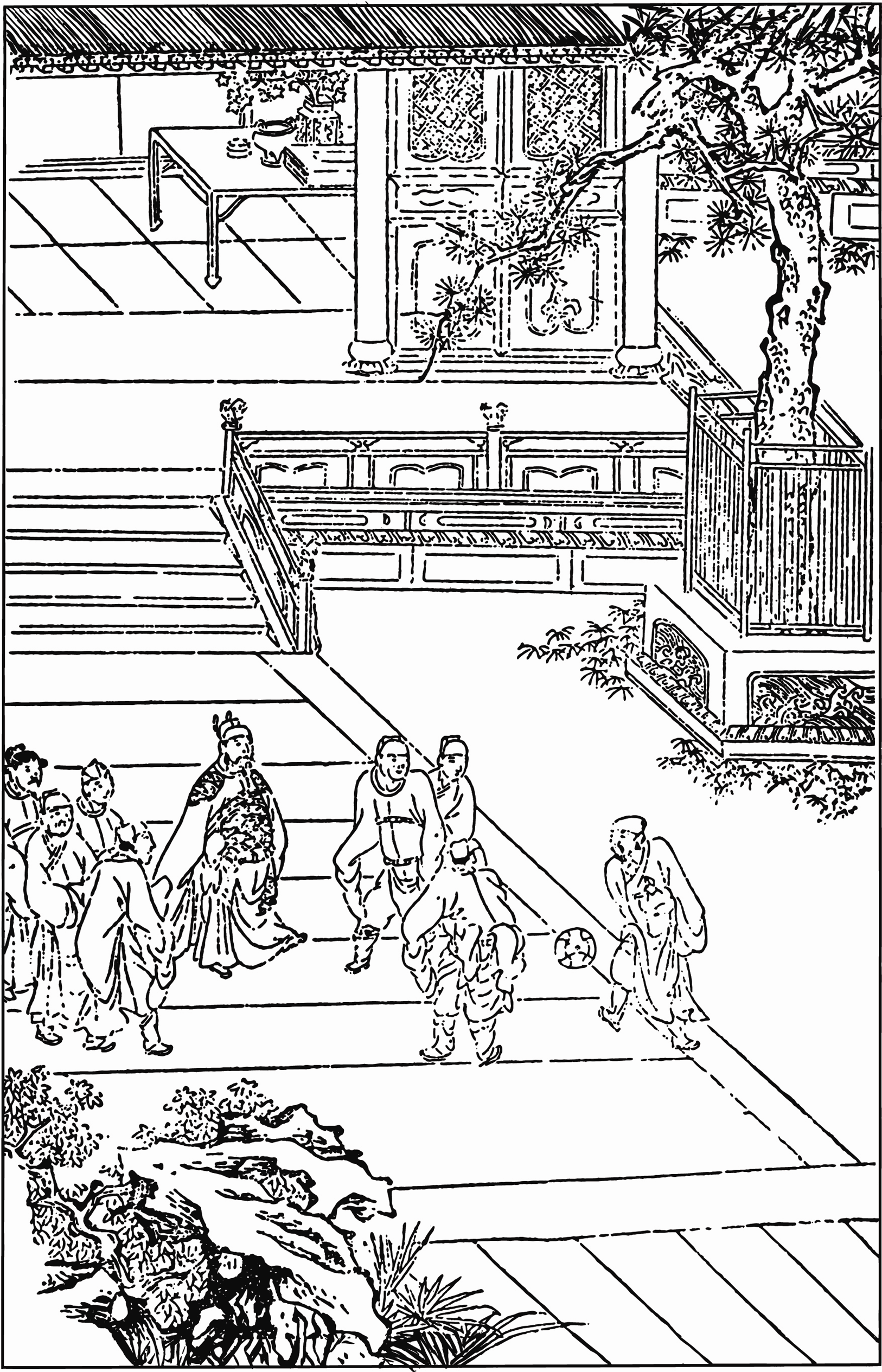
15th century Ming Dynasty depiction of cuju, from a printed book of the Water Margin
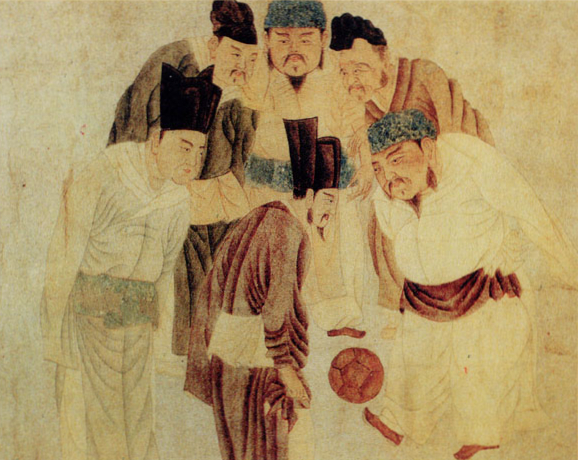
Emperor Taizu of Song playing cuju with Prime Minister Zhao Pu, by the Yuan-era painter Qian Xuan (1235–1305)
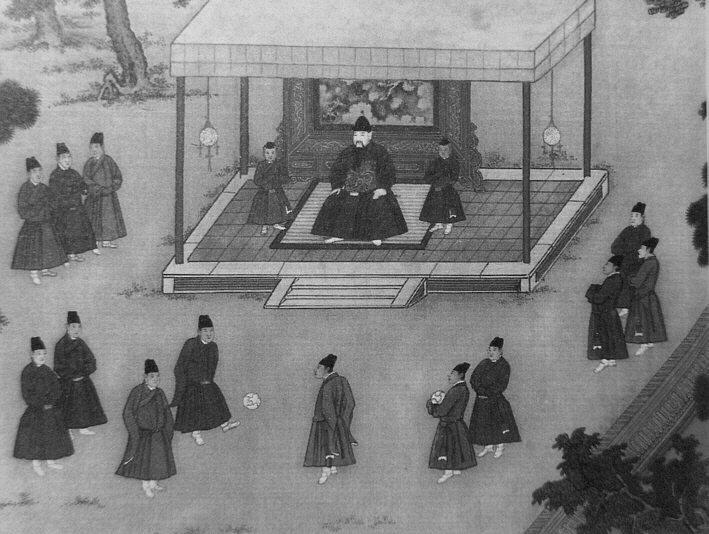
The Yongle Emperor (r. AD 1402–1424) of the Ming Dynasty observing court eunuchs playing cuju
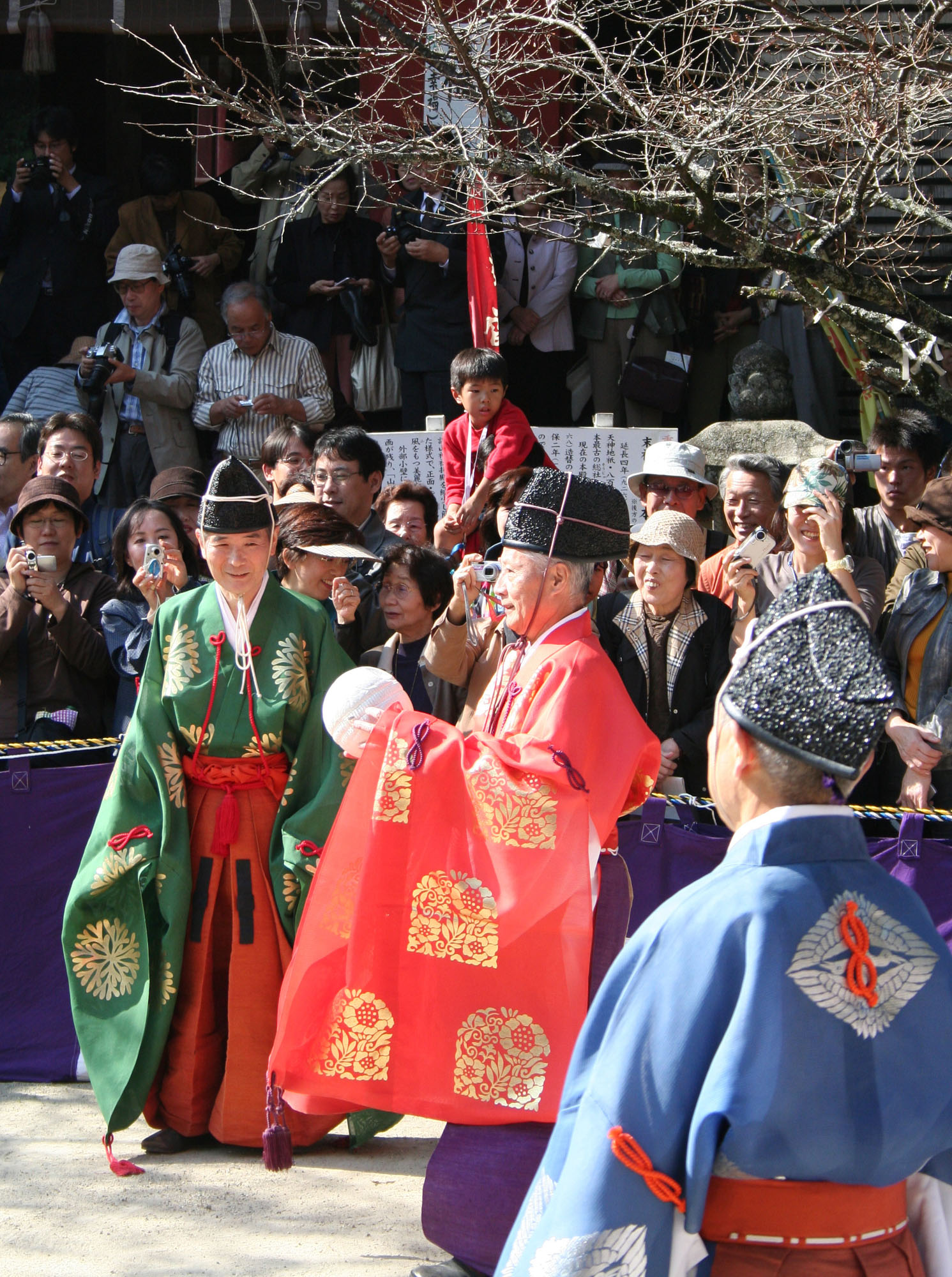
Kemari festival at Tanzan Shrine, Nara city, Nara Prefecture, Japan, photographed in 2006
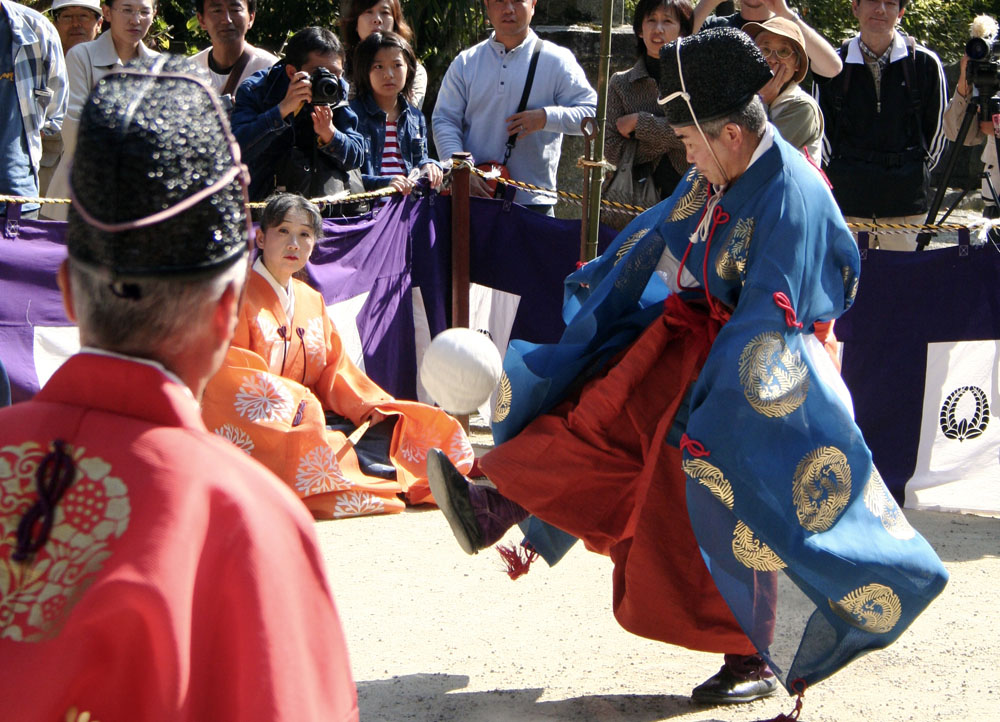
Kemari at play